# Oberteich (Kasseedorf)
Der Oberteich ist ein Teich im Kreis Ostholstein im deutschen Bundesland 
Schleswig-Holstein südlich der Ortschaft Kasseedorf. Er ist ca. 7 ha groß.